# Mike Harrington
Mike Harrington  (nascido em 1964) é o co-fundador da empresa de desenvolvimento de jogos de computador, Valve Corporation.
Previamente um desenvolvedor de jogos na Dynamix e desenvolvedor do sistema operacional Windows NT na Microsoft, Harrington fundou a Valve em 1996 com Gabe Newell, outro ex-empregado da Microsoft. Ele e Newell, em privado, fundaram a Valve durante o desenvolvimento de Half-Life.  Half-Life virou um fenômeno da indústria de jogos, ganhando mais de 50 prêmios de Jogo do Ano; e também nomeado como "Melhor Jogo de PC de Todos os Tempos" "pela revista PC Gamer.
Em 15 de Janeiro de 2000, depois do sucesso de Half-Life, Harrington dissolveu sua parceria com Newell e deixou a Valve para ter férias estendidas com sua esposa, Monica.
Harrington retornou à indústria de softwares em 2006, quando ele co-fundou Picnik com um amigo de longa data e antigo colega Darrin Massena. Picnik foi adquirida pela Google em Março de 2010. Harrington deixou a Google em Março de 2011 e co-fundou uma nova empresa de sotware Massena, chamada de Catnip Labs.